# Guizhouichthyosaurus tangae
Il guizhouittiosauro (Guizhouichthyosaurus tangae) è un rettile marino estinto, appartenente agli ittiosauri. Visse nel Triassico superiore (Carnico, circa 230 milioni di anni fa) e i suoi resti fossili sono stati ritrovati in Cina.

## Descrizione
Questo animale era di grandi dimensioni, e la lunghezza totale doveva essere di circa 5 – 6 metri. Il corpo era allungato, con una lunga coda appiattita lateralmente. Le zampe, come in tutti gli ittiosauri, erano trasformate in strutture simili a pagaie. Guizhouichthyosaurus possedeva un cranio allungato, munito di un rostro abbastanza sottile ma forte e munito di denti conici e leggermente smussati. Il cranio era inoltre dotato di una cresta sagittale lunga e bassa, mentre l'orbita possedeva una forma caratteristica, con il margine anteriore e superiore concavo ma con il margine inferiore e posteriore diritto.

## Classificazione
Guizhouichthyosaurus è stato descritto per la prima volta nel 2000, sulla base di fossili ritrovati nella formazione Xiaowa, nell'area di Guanling (provincia di Guizhou, Cina). Inizialmente venne avvicinato a Shastasaurus, principalmente sulla base di alcune caratteristiche dello scheletro postcranico, tanto da essere considerato da alcuni congenerico con quest'ultimo genere. Studi più recenti hanno messo in luce importanti differenze nell'anatomia cranica (il rostro di Shastasaurus era molto più corto e la dentatura differente), tali da giustificare non solo una separazione generica ma anche una diversa collocazione sistematica. Guizhouichthyosaurus non sarebbe un rappresentante della famiglia degli shastasauridi, bensì un ittiosauro di incerta classificazione, appartenente comunque al clade Euichthyosauria. Le somiglianze postcraniche tra Shastasaurus e Guizhouichthyosaurus sono riconducibili a caratteri condivisi con altri ittiosauri triassici derivati.
Altri fossili provenienti dalla stessa formazione e descritti inizialmente con i nomi di Cymbospondylus asiaticus, Callawayia wolonggangense e Pangjiangsaurus epicharis sono con tutta probabilità attribuibili a Guizhouichthyosaurus tangae.